# Minamoto no Yoriie
En aquest nom japonès, el cognom és Minamoto.
Minamoto no Yoriie (源頼家, 11 de setembre de 1182 - 14 d'agost de 1204) va ser el segon shogun del shogunat Kamakura del Japó. Va ser el primer fill del primer shogun Minamoto no Yoritomo i la seva mare va ser Hōjō Masako.

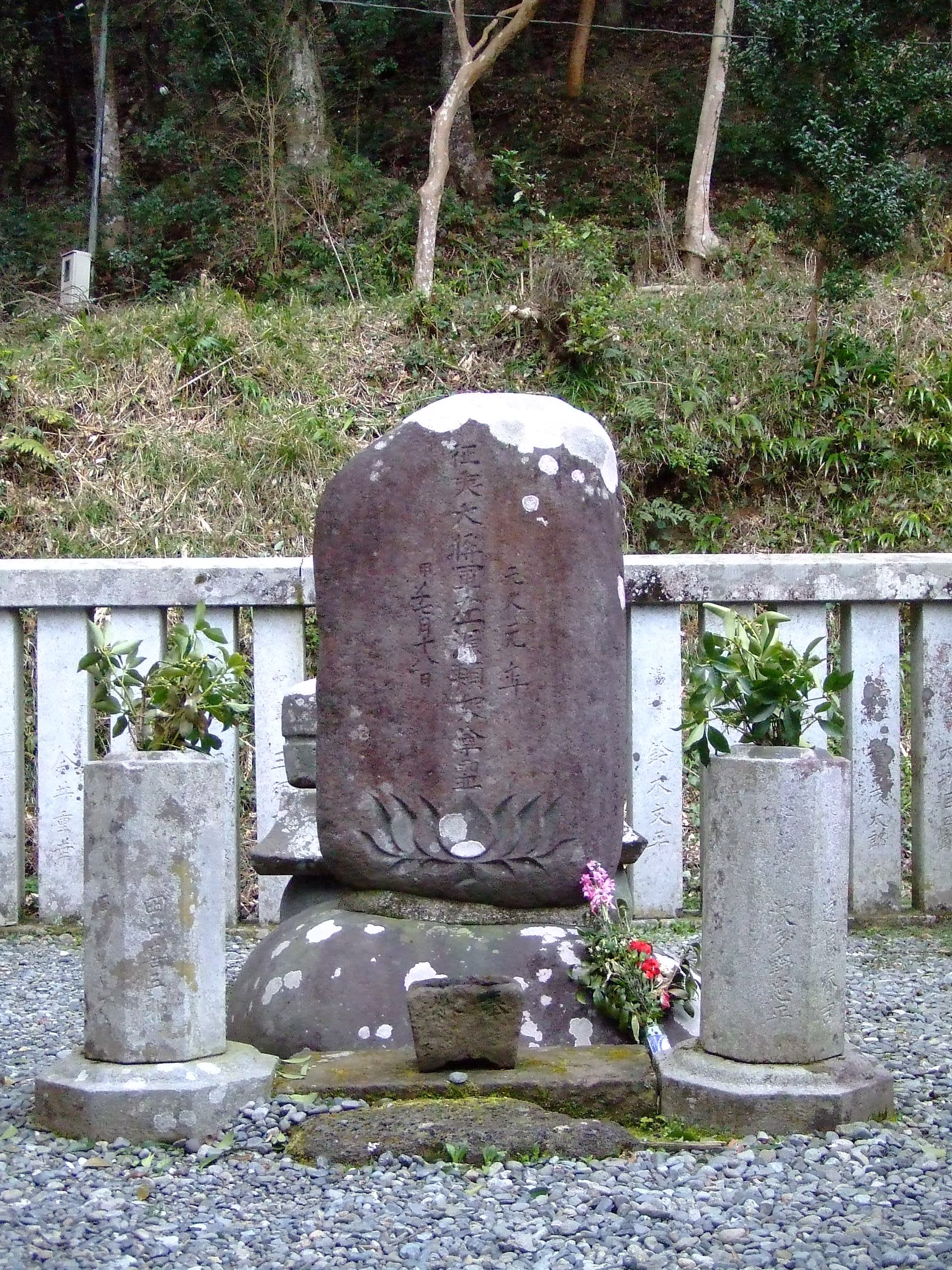
Tomba de Minamoto no Yoriie a Shuzenji

Amb la mort del seu pare el 1199, Yoriie es va convertir en el líder del clan Minamoto i nomenat shogun el 1202. No obstant el seu avi Hōjō Tokimasa va usurpar el poder militar i polític del shogunat, deixant el títol de shogun a una figura nominal. Les pressions entre els clans Minamoto i Hōjō van desencadenar el derrocament de Yoriie e 1203 i el van condemnar sota arrest domiciliari per ser acusat d'una conspiració contra el clan Hōjō i assassinat per membres d'aquest clan el 1204. El va succeir el seu germà menor Minamoto no Sanetomo.